# Voltage clamp

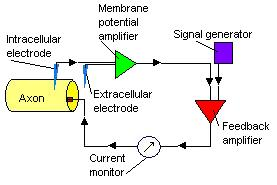

In fisiologia la tecnica di voltage clamp è utilizzata per misurare le correnti di ioni attraverso la membrana di cellule eccitabili, come i neuroni, mantenendo la differenza di potenziale tra l'interno e l'esterno della membrana ad un valore definito.
Questa tecnica è stata progettata da Kenneth Cole e George Marmont negli anni 40 del XX secolo. Utilizzando questa tecnica Alan Lloyd Hodgkin e Andrew Huxley scoprirono nel 1952 il meccanismo per cui le correnti ioniche danno origine al potenziale d'azione, e per questi studi condivisero il premio Nobel per la Fisiologia o Medicina nel 1963.

## Tecnica
Il voltage clamp è un generatore di corrente con due elettrodi. Il potenziale di membrana è misurato con un "elettrodo di tensione" relativo alla terra e un "elettrodo di corrente" che consente un flusso di cariche, ovvero una corrente, dentro la cellula.
Lo sperimentatore imposta una tensione fissa e il voltage clamp utilizza un feedback negativo per mantenere la membrana a quella specifica tensione. Gli elettrodi misurano il potenziale di membrana e sono connessi ad un amplificatore. Questo amplificatore è connesso anche al generatore che determina la tensione stabilita dallo sperimentatore. L'amplificatore quindi esegue una sottrazione tra il valore della tensione stabilita e quello effettuato (Vs - Vm), amplifica la differenza ed invia la corrente all'elettrodo dentro la cellula.
Ogni volta che la cellula modifica la propria differenza di potenziale con l'esterno rispetto al valore fissato, l'amplificatore invia tanta corrente quanto necessaria per riportare la differenza di potenziale al valore stabilito (e quindi Vs - Vm a zero)
Questa corrente (che ha verso opposto a quella ionica) può essere misurata e quindi possiamo conoscere esattamente la corrente che passa attraverso una membrana.
Kenneth Cole sviluppò questa tecnica prima dell'avvento dei microelettrodi e per questo utilizzò dei cavi sottili attorcigliati attorno ad una piccola asticella isolante. Questi elettrodi potevano essere inseriti solo nelle cellule più grandi e quindi scelsero gli assoni giganti dei calamari.